# Desarrollo organizacional
El campo del desarrollo organizacional (DO) trata sobre el desarrollo, funcionamiento y efectividad en las relaciones humanas dentro de una organización.  
Se da énfasis al capital humano dinamizando los procesos, creando un estilo y señalando una meta desde la institucionalidad. Además es una herramienta que por medio del análisis interno permite obtener información para guiar o adoptar una estrategia o camino rumbo a un cambio. A través de este, se logra la eficiencia de todos los elementos que la constituyen y así lograr el éxito que se plantea.
Esto requiere que una organización se encuentre en capacidad o tenga los elementos necesarios para entrar a competir en el mundo actual, convirtiéndose por tanto el DO en una necesidad. 
Para utilizar esta herramienta se emplea o se hace uso de un proceso fundamental, como lo es el aprendizaje, que es la vía por la cual se accede al conocimiento adquiriendo destrezas y habilidades produciendo cambios en el comportamiento (eje para el DO). Es por esta razón que hay que tener en cuenta los aspectos que influyen en el rendimiento de los elementos que constituyen una organización.

## Historia del desarrollo organizacional
Un bosquejo histórico del desarrollo organizacional explicará la evolución del término, así como algunos de los problemas y la confusión que lo rodea. Tal como se utiliza hoy, el desarrollo organizacional tiene cinco grandes precedentes (raíces):
- Entrenamiento en el laboratorio: Esta raíz del desarrollo organizacional fue la pionera en utilizar el entrenamiento en el laboratorio, llamado también grupo T: un grupo pequeño e inestructurado cuyos miembros aprenden de su interacción personal y de una dinámica en evolución respecto a cosas como las siguientes: relaciones interpersonales, crecimiento personal, liderazgo y dinámica de grupos.

- Investigación de la acción/retroalimentación por encuesta: Kurt Lewin participó además en este segundo movimiento que condujo al nacimiento del desarrollo organizacional como un campo práctico de la sociología. Este segundo precedente se refiere a la investigación de la acción y a la retroalimentación por encuesta.

- Enfoques normativos: Los avances intelectuales y prácticos del entrenamiento en el laboratorio y la retroalimentación/investigación de la acción son antecedentes que se acompañaron con la convicción de que el enfoque de relaciones humanas constituía "una forma óptima" de administrar las empresas.

Según el programa de administración participativa, las empresas tienen uno de los cuatro tipos de sistemas de administración, los cuales son:
sistemas autoritarios explotadores
sistemas autoritarios benevolentes
sistemas consultivos
sistemas de grupos anticipados
- Calidad de la vida laboral: La aportación de este precedente al desarrollo organizacional puede explicarse en dos fases. La primera corresponde a los proyectos diseñados en Europa durante la década de los cincuenta y a su aparición en Estados Unidos una década después de los cincuenta. Con base en la investigación de Eric Trist y sus colegas en el Instituto Tavistock de Relaciones Humanas de Londres, los pioneros de Gran Bretaña e Irlanda, de Noruega y Suecia prepararon diseños de trabajo tendientes a integrar mejor la tecnología y las personas. Generalmente requería la participación conjunta de sindicatos y directivos para el diseño del trabajo; los diseños finales daban a los empleados gran discrecionalidad, diversidad de tareas y retroalimentación acerca de los resultados. Acaso su característica distintiva de la calidad en el trabajo fue el descubrimiento de la modalidad de los grupos autodirigidos de trabajo. En la segunda definición se le considera como enfoque o método, es decir, se parte de las técnicas y procedimientos con que se mejora el trabajo. Era un sinónimo de métodos como los siguientes: enriquecimiento del trabajo, equipos autodirigidos y comités de administración del trabajo. Tal orientación técnica provenía principalmente de la creciente publicidad dada a los proyectos de calidad de la vida laboral.

- Cambio estratégico: Este precedente ha influido recientemente en la evolución del desarrollo organizacional. A medida que las empresas con su ambiente tecnológico, político y social se han vuelto más complicadas e inciertas, lo mismo ha sucedido con la magnitud y la complejidad del cambio organizacional. Es una tendencia que requiere una perspectiva estratégica y que alienta a ese nivel los procesos del cambio planificado.

### Definición de desarrollo organizacional según Martha Alles
Según Martha Alles, el término desarrollo organizacional es el conjunto de acciones organizacionales que se realizan para modificar, usualmente aspectos culturales o de comportamiento organizacional. Las Herramientas relacionadas con el término
- Modelo de competencias (herramienta número 37 - página 193)
- Modelo de valores (herramienta número 39 - página 205)

### Figuras importantes
El campo del desarrollo organizativo el cual nació en la primera mitad del siglo XX, ha sido influido por muchas personas, entre otras:
- Richard Beckhard
- Kurt Lewin
- Rensis Likert+}{{

{LM

## Características
- Enfoque hacia a la organización en su conjunto: Generalmente, el DO va a involucrar a la organización para que el cambio se genere efectivamente, ya que cada una de sus partes de ésta tienen que trabajar en conjunto para resolver los problemas y así aprovechar las oportunidades que surjan de una manera coordinada.

- Orientación sistémica: El DO también se dirige a las interacciones que existen en la organización, ya que si se afecta una parte, afecta a toda. Esto se refiere a las relaciones de trabajo entre personas, así como hacia la estructura y procesos organizacionales. Por eso es primordial que todas las partes trabajen con eficacia.

- Agente de cambio: Se refiere a aquellas personas que estimulan o coordinan el cambio de un grupo o de la organización. Generalmente es un consultor externo a la empresa, ya que puede operar con independencia y sin estar ligado a jerarquías y políticas.

- Solución de problemas: Se concentra tanto en los problemas reales, como en los superficiales utilizando investigación-acción que es una característica fundamental de la organización.

- Aprendizaje por experiencia: Se aprende por medio de la experiencia en un ambiente de capacitación, ya que se les incentiva a los participantes a resolver los problemas  humanos que encuentran dentro de su ambiente , además se discute sobre su propia experiencia con el tema y se aprende de ella.

- Procesos de grupo: Aquí se sustentan procesos grupales, tales como discusiones, confrontaciones, conflictos intergrupales y procedimientos para la cooperación, todo esto con el fin de mejorar las relaciones interpersonales, la comunicación, crear confianza y responsabilidad.

- Retroalimentación: Se proporciona retroalimentación en el para que los participantes cuenten con información mediante datos concretos y basados en decisiones, así mismo se proporciona respecto a la conducta y fomenta la comprensión de situaciones en las que se encuentran.

- Orientación situacional: El DO no se basa en procedimientos estrictos y fijos, sino que se adapta a la situación y los problemas de la organización, siempre de una manera flexible enfocando tanto las necesidades específicas como particulares.

- Desarrollo de equipos: El DO se basa en construir equipos de trabajo. Hace hincapié en éstos, ya sean grandes o pequeños para la cooperación y la integración. Entonces en esta etapa es donde se enseña a superar las diferencias entre personas para llegar a un fin común.[3]

## Temas
Algunos temas centrales del desarrollo organizativo son:
- supuestos básicos del DO

- planificación estratégica
- teoría general de sistemas
- Team building: formación de equipos de trabajo
- investigación de acción
- desarrollo personal
- gestión del cambio
- cultura organizacional
- mejoras del funcionamiento
- investigación de empleado
- calidad
- mejora de procesos
- reunión
- aprendizaje organizativo

## Contextualización
El desarrollo organizacional también se refiere a:
- recursos humanos
- entrenamiento y desarrollo
- facilitación
- dirección
- psicología industrial y organizacional
- comunicación
- capacitación
- desarrollo competencias
- construcción de equipos

## Proceso de las intervenciones por el Desarrollo Organizacional
La mayoría de quienes se dedican a consultoría en desarrollo organizacional (DO) coinciden en que el proceso comprende las siguientes etapas:
- selección del consultor o consultora o agente de cambio
- contrato y movilización de recursos
- diagnóstico definitivo
- estrategias e intervenciones
- informe de avances
- toma de decisiones
- ajustes entre empresas y consultor
- cierre